# Estampida de Houphouët-Boigny de 2013
La estampida de Houphoët-Boigny de 2013 ocurrió en las primeras horas del 1 de enero de 2013, cerca del Estadio Houphouët-Boigny en Abiyán, en la Costa de Marfil, cuando una multitud salió de una exhibición de fuegos artificiales de año nuevo, matando a 61 personas e hiriendo a por lo menos 200. La mayoría de los fallecidos eran mujeres y niños. Esta fue la segunda vez en cuatro años en la que ocurrió un accidente de este estilo en el estadio. El presidente Alassane Ouattara declaró tres días de luto y prometió una investigación.
- Datos: Q2313440